# Agostino Sepinski
Augustin-Joseph Antoine Sépinski O.F.M. (26 de julio de 1900 - 31 de diciembre de 1978) fue un prelado francés de la Iglesia Católica que dirigió a los franciscanos de 1952 a 1965 y luego trabajó en el servicio diplomático de la Santa Sede. Entonces fue conocido como Agostino Sepinski.

## Biografía
Augustin-Joseph Sépinski nació en Saint-Julien-Lès-Metz, Moselle, Francia, el 26 de julio de 1900. Ingresó a la Orden de Frailes Menores el 20 de diciembre de 1924.
En 1952 fue elegido para un mandato de seis años como ministro general de la Orden de Frailes menores, comúnmente conocido como los franciscanos. Fue elegido en 1957 para un período de doce años y le extendieron esa posición hasta 1965.
Participó en las cuatro sesiones del Concilio Vaticano II (1962-1965); En sus primeros días fue elegido por los Padres del Consejo para servir en su Comisión de Religiosos.
El 2 de octubre de 1965, el Papa Pablo VI lo nombró arzobispo titular y delegado apostólico a Jerusalén y Palestina.
Recibió su consagración episcopal el 31 de noviembre de ese mismo año del cardenal Amleto Cicognani.
El 5 de mayo de 1969, Pablo VI lo nombró nuncio apostólico para Uruguay.
Se retiró el 29 de julio de 1975.
Falleció el 31 de diciembre de 1978 a la edad de 78 años.